# Niszczyciele typu Folgore
Niszczyciele typu Folgore – typ włoskich niszczycieli zbudowanych w latach 30. Wszystkie cztery jednostki służyły podczas II wojny światowej i zostały zatopione. 
Niszczyciele typu Folgore były zmodyfikowanym typem Dardo, w którym zmniejszono szerokość kadłuba o pół metra, do 9,2 m, aby zwiększyć prędkość. Oprócz tego turbiny parowe systemu Parsonsa zamieniono na turbiny Belluzzo i zrezygnowano z montażu haubicy strzelającej pociskami oświetlającymi. Zmniejszenie szerokości spowodowało zmniejszenie pojemności burtowych zbiorników paliwa o ok. 100 ton i zmniejszenie zasięgu, oraz pogłębiły się problemy ze statecznością, jakie miały już niszczyciele typu Dardo. W celu polepszenia stateczności na okrętach należało dokonać przeróbek, w tym dodać 90 ton balastu.

## Okręty
| Okręt   | Stocznia              | Zbudowany        | Los |
| ------- | --------------------- | ---------------- | --- |
| Baleno  | CNQ Fiume             | 15 czerwca 1932  | Zatopiony 17 kwietnia 1941 przez brytyjskie niszczyciele HMS "Jervis", HMS „Nubian”, HMS "Mohawk" i HMS "Janus" podczas bitwy o konwój Tarigo.         |
| Folgore | OC Partenopei, Neapol | 1 lipca 1932     | Zatopiony 2 grudnia 1942 przez brytyjskie krążowniki Force Q w rejonie Skerki Bank.                                                                    |
| Fulmine | CNQ Fiume             | 14 września 1932 | Zatopiony 9 listopada 1942 przez brytyjskie okręty nawodne zespołu Force K w czasie bitwy o konwój Duisburg.                                           |
| Lampo   | OC Partenopei, Neapol | 13 sierpnia 1932 | Uszkodzony przez brytyjskie niszczyciele podczas bitwy o konwój Tarigo 17 kwietnia 1941, zatopiony przez bombowce 30 kwietnia 1943 koło przylądka Bon. |